# První palác Záložního úvěrního ústavu
První palác Záložního úvěrního ústavu (též známý jako okresní knihovna či městská knihovna) je neobarokní nárožní budova vybudovaná na rohu ulic Tomkova a Klicperova v historickém centru Hradce Králové. Objekt byl postaven jako sídlo Záložního úvěrního ústavu, pak v něm ale sídlil berní úřad a po většinu 20. století knihovna.

## Historie
Dům vznikl v letech 1903–04 na parcele dvou středověkých domů a jeho architektonický návrh zpracoval architekt Rudolf Němec, pro jehož tvorbu byly typické historizující styly. Jiné zdroje uvádějí jako tvůrce návrhu Václava Nekvasila, jehož stavební firma pak stavbu realizovala. Po odchodu Záložního úvěrního ústavu z budovy v ní sídlila Průmyslová banka, berní úřad, v letech 1939–2013 v ní pak působila knihovna. Budova je v současné době (2021) v majetku města Hradec Králové.

## Architektura

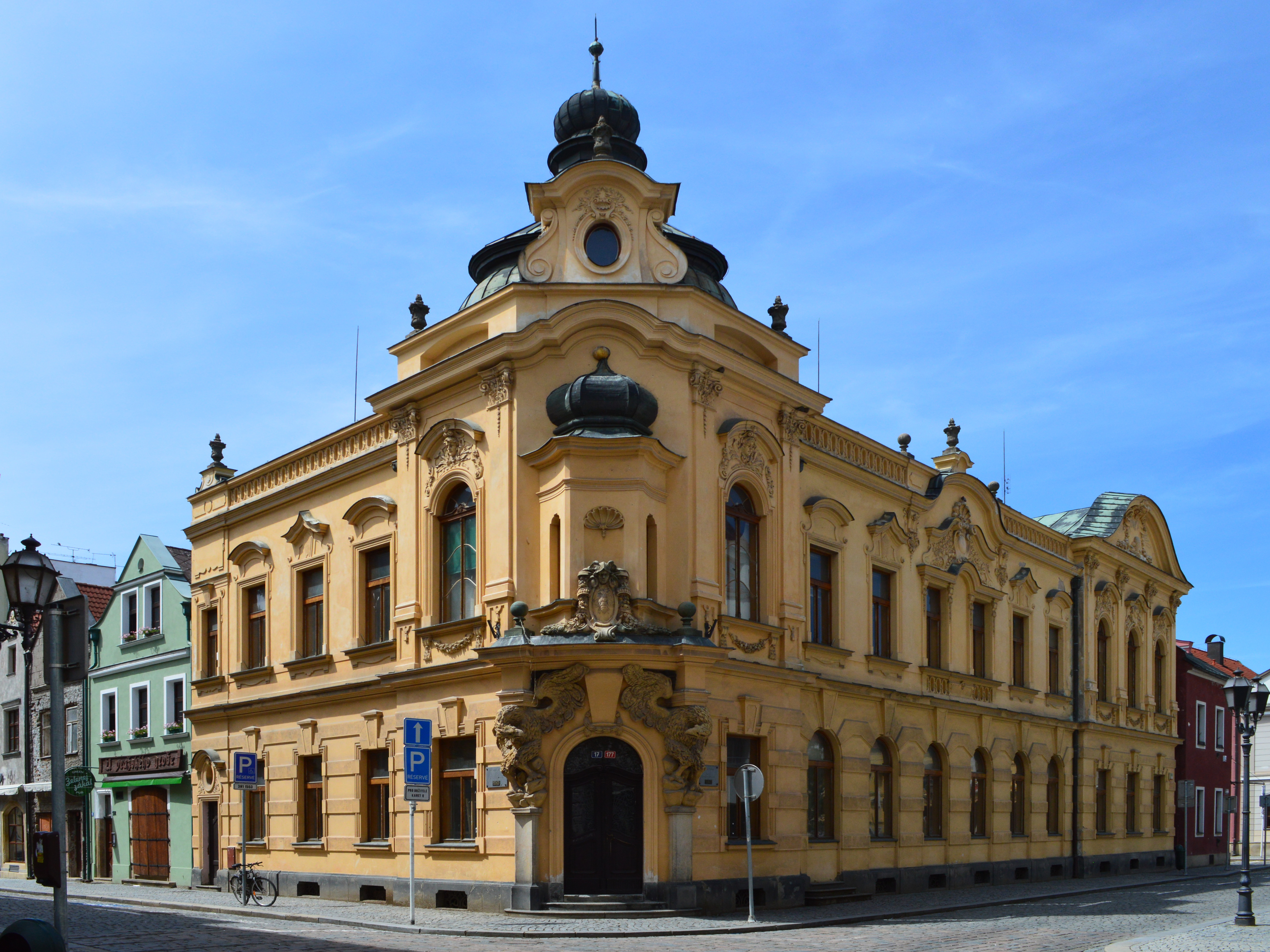
Nároží budovy s portálem s orly

Stavba je jednopatrová a stojí na obdélníkovém půsorysu (průčelí do Klicperovy ulice je delší). Fasáda v okrové štukové omítce je velmi bohatě zdobená typickými neobarokními prvky: tvarované okenní šambrány, pilastry, parapetní festony, voluty, maskarony... Nejnápadněji je zdobeno nároží budovy, kam je situován hlavní vstup. Zaklenutý vchod je zdoben dvojicí orlů – symbolů dravosti, síly a vytrvalosti. Zajímavostí je, že tento vstup s orly napodobuje hlavní portál Kolovratského paláce v Nerudově ulici v Praze, kde se na sochařské výzdobě podílel Matyáš Bernard Braun. Nad vchodem je arkýř zdobený štukovým oválem s reliéfem včely – symbolem střídmosti a píle – a s reliéfem hlavy boha Merkura, římského boha obchodu. Podobný štukový medailon s včelou je umístěn v 9. ose desetiosé fasády v Klicperově ulici, nad obloukovým oknem v 1. patře. V segmentovém štítu nad ním je pak reliéf úlu (symbolika často využívaná bankovními domy) a za úlem je patrné panorama Hradce Králové, s věžemi kostela svatého Ducha a s Bílou věží. Nároží se vstupem je pak nad arkýřem završeno opět bohatě zdobenou střešní bání. Zdobné prvky (např. květinové girlandy nebo svítidla s cizelovanými stojany) se uplatňují i v interiéru.
Sochařské a štukatérské práce realizovali Josef Pekárek a hradecký sochař František Čermák. Přednáškový sál je na stěnách i na stropě dekorován secesními dekorativními freskami s náměty Bohatství a Spořivosti. Stejně jako strop vedlejší místnosti (ředitelny) i komunikačních chodeb v obou podlažích jsou dílem Josefa Douby.